# Eye of GNOME
Eye of GNOME（アイ・オブ・グノーム）とは、GNOME デスクトップ環境に標準で付属している、画像ビューアーである。頭文字をとりeog と省略して呼ばれることもある。

## 機能
Eye of GNOME で表示可能な画像ファイル形式は以下の通りである。
- ANI
- Windows bitmap –（略称BMP）
- Graphics Interchange Format – (グラフィックス・インターチェンジ・フォーマット、略称GIF)
- Windowsのアイコン – （略称ICO）
- JPEG –（ジェイペグ、Joint Photographic Experts Group）
- PCX
- Portable Network Graphics –（ポータブル・ネットワーク・グラフィックス、略称PNG）
- Portable Anymap –(略称PNM）
- RAS
- Scalable Vector Graphics –（略称SVG）
- Truevision Graphics Adapter –（略称TGA）
- Tagged Image File Format –（ティフと省略して呼ばれる、略称TIFF）
- Wireless Application Protocol Bitmap Format –（Wireless Bitmap と略記される、略称WBMP）
- X BitMap –（略称XBM）
- X PixMap –（略称XPM）